# Harpolithobius ljubetensis
Harpolithobius ljubetensis är en mångfotingart som beskrevs av Karl Wilhelm Verhoeff 1934. Harpolithobius ljubetensis ingår i släktet Harpolithobius och familjen stenkrypare.
Artens utbredningsområde är Albanien. Inga underarter finns listade i Catalogue of Life.